# Viéville-Gletscher
Der Viéville-Gletscher (französisch Glacier Viéville) ist ein Gletscher auf King George Island im Archipel der Südlichen Shetlandinseln. Am Ostufer der Admiralty Bay erstreckt er sich unmittelbar südlich des Krak-Gletschers über eine Länge von 6 km zwischen dem Manczarski Point und dem Point Hennequin.
Teilnehmer der Fünften Französischen Antarktisexpedition (1908–1910) unter der Leitung des Polarforschers Jean-Baptiste Charcot kartierten und benannten ihn. Der weitere Benennungshintergrund ist nicht überliefert. Der Gletscher befindet sich seit Mitte der 1950er Jahre auf dem Rückzug.